# Präsidentschaftswahl in Frankreich 1981
Die Präsidentschaftswahl in Frankreich 1981 fand am 26. April und 10. Mai 1981 statt. Sie führte zur ersten Amtszeit von François Mitterrand, der sich gegen den amtierenden Präsidenten Valéry Giscard d’Estaing im zweiten Wahlgang durchsetzte. Er wurde für die Amtsperiode von 1981 bis 1988 gewählt. Zum Zeitpunkt seiner Wahl war Mitterrand 64 Jahre alt und somit fast zehn Jahre älter als Giscard, der 1974 mit 48 Jahren ins Amt gekommen war. Mitterrand ernannte zehn Tage nach der Wahl das Kabinett Mauroy unter Premierminister Pierre Mauroy.

## Kandidaten
Neben den Kandidaten der Parteien äußerte der Humorist Coluche in einem Interviews am 27. März 1980 in der Le Monde, dass er wahrscheinlich bei den Präsidentschaftswahlen kandidieren wird. Als ungültiger Kandidat, um Nichtwähler zum Wählen zu bewegen. Sein Hauptargument wird sein, nicht gewählt zu werden. Am 20. Oktober 1980 gab er seine Kandidatur in einer Pressemitteilung bekannt und am 30. Oktober 1980 lud er zu einer Pressekonferenz ins Théâtre du Gymnase Marie Bell, in der nochmals seine Kandidatur bekannt gab, um gegen die politischen Zustände im Land zu protestieren. Sein Wahlkampfslogan war: „Bisher war Frankreich zweigeteilt, bei mir wird es viergeteilt!“ In Umfragen erhielt er bis zu 16 % der Befragtenstimmen und wurde von zahlreichen Intellektuellen unterstützt. Nachdem François Mitterrand Coluche als potenzielle Bedrohung bezeichnete, Coluche laut eigener Aussage unter anderem von zwei führenden Köpfen der Sozialistischen Partei davon abgehalten wurde, weiterhin an seiner Kandidatur festzuhalten, einem tödlichen Attentat auf seinen Manager René Gorlin sowie einem Drohbrief an Coluche mit der Überschrift „Dernier Avertissement“ („Letzte Warnung“), beendete er am 16. März 1981 seine Kandidatur. „Ich bevorzuge, dass meine Kandidatur aufhört, weil sie anfängt, mich zu irritieren.“

## Ergebnis
| Kandidaten                                                                            | Kandidaten               | Parteien                           | 1. Wahlgang | 1. Wahlgang | 2. Wahlgang | 2. Wahlgang |
| Kandidaten                                                                            | Kandidaten               | Parteien                           | Stimmen     | %           | Stimmen     | %           |
| ------------------------------------------------------------------------------------- | ------------------------ | ---------------------------------- | ----------- | ----------- | ----------- | ----------- |
|                                                                                       | François Mitterrand      | Parti socialiste                   | 7.505.960   | 25,8        | 15.708.262  | 51,8        |
|                                                                                       | Valéry Giscard d’Estaing | Union pour la démocratie française | 8.222.432   | 28,3        | 14.642.306  | 48,2        |
|                                                                                       | Jacques Chirac           | Rassemblement pour la République   | 5.225.848   | 18,0        |             |             |
|                                                                                       | Georges Marchais         | Parti communiste français          | 4.456.922   | 15,3        |             |             |
|                                                                                       | Brice Lalonde            | Mouvement d’écologie politique     | 1.126.254   | 3,9         |             |             |
|                                                                                       | Arlette Laguiller        | Lutte Ouvrière                     | 668.057     | 2,3         |             |             |
|                                                                                       | Michel Crépeau           | Mouvement des radicaux de gauche   | 642.847     | 2,2         |             |             |
|                                                                                       | Michel Debré             | Divers droite                      | 481.821     | 1,7         |             |             |
|                                                                                       | Marie-France Garaud      | Divers droite                      | 386.623     | 1,3         |             |             |
|                                                                                       | Huguette Bouchardeau     | Parti socialiste unifié            | 321.353     | 1,1         |             |             |
| Gesamt                                                                                | Gesamt                   | Gesamt                             | 29.038.117  | 100         | 30.350.568  | 100         |
|                                                                                       |                          |                                    |             |             |             |             |
| Ungültige Stimmen                                                                     | Ungültige Stimmen        | Ungültige Stimmen                  | 477.965     | 1,6         | 898.984     | 2,9         |
| Wähler                                                                                | Wähler                   | Wähler                             | 29.516.082  | 81,1        | 31.249.552  | 85,9        |
| Wahlberechtigte                                                                       | Wahlberechtigte          | Wahlberechtigte                    | 36.398.859  |             | 36.398.762  |             |
|                                                                                       |                          |                                    |             |             |             |             |
| Quellen: Conseil constitutionnel: 1. Wahlgang, 2. Wahlgang – JORF, 1. und 2. Wahlgang |                          |                                    |             |             |             |             |

## Nach der Wahl
Am 14. und 21. Juni 1981 fand eine Wahl der Nationalversammlung statt.
Die Partei PS erlebte einen Erdrutschsieg (269 Sitze nach 103 Sitzen bei der Wahl 1978); die Partei RPR erhielt 148 Sitze (nach 211 bei der Wahl 1978).
Spitzenkandidat Pierre Mauroy (PS) war vom 21. Mai 1981 bis zu seinem Rücktritt am 17. Juli 1984 Premierminister. Ihm folgte Laurent Fabius. Bei der Wahl der Nationalversammlung am 16. März 1986 gewannen die Parteien RPR und UDF;  Jacques Chirac (RPR) bildete das Kabinett Chirac II.
Damit endete die fast fünfjährige Phase, in der die PS alleine regieren konnte; eine zweijährige Phase der Cohabitation begann.